# Этцельванг
Этцельванг (нем. Etzelwang) — община в Германии, в земле Бавария.
Подчиняется административному округу Верхний Пфальц. Входит в состав района Амберг-Зульцбах. Население составляет 1442 человека (на 31 декабря 2010 года). Занимает площадь 21,69 км².

## Этимология
Название «Этцельванг» состоит из двух частей. «Этцель» появилось благодаря имени «Генрих» (Heinrich), а если точнее — распространённым в раннее средневековье его «домашних» вариаций — Hezilo, Ezzilo, Ezzo, и т. д. Вторая часть названия — «-wang», указывает на то, что поселение было основано на склоне горы.

## Состав общины
В политическую общину Этцельванга официально входят 14 населённых пунктов::
| - Альберсдорф - Герхардсберг - Кирхенрайнбах - Леэндорф - Леэнхаммер - Найдштайн - Нойтрас | - Пенценхоф - Руппрехтштайн - Табернаккель - Хаусэкк - Цигельхюттен - Шмидтштадт - Этцельванг |

## Население
По оценке на 31 декабря 2015 года население общины Этцельванг составляет 1409 чел. 

| Дата      | 1840 | 1871 | 1900 | 1925 | 1939 | 1950 | 1961 | 1970 | 1987 | 2011 |
| --------- | ---- | ---- | ---- | ---- | ---- | ---- | ---- | ---- | ---- | ---- |
| Население | 774  | 996  | 1085 | 1118 | 1059 | 1592 | 1460 | 1480 | 1367 | 1375 |

| Год       | 1960 | 1970 | 1980 | 1990 | 2000 | 2009 | 2010 | 2011 | 2012 | 2013 | 2014 | 2015 |
| --------- | ---- | ---- | ---- | ---- | ---- | ---- | ---- | ---- | ---- | ---- | ---- | ---- |
| Население | 1469 | 1495 | 1395 | 1521 | 1513 | 1451 | 1442 | 1397 | 1394 | 1382 | 1366 | 1409 |

## Самоуправление
По результатам последних коммунальных выборов 02.03.2008 составлено муниципальное правление из 12 членов. Явка на выборы составила 77,2 %. Выборы показали следующий результат:
|  | ХСС/СвДП                                | 5 мест  | (39,8 %) |
|  | СДПГ                                    | 3 места | (27,2 %) |
|  | «Союз 90/Зелёные»/независимые кандидаты | 1 место | (8,6 %)  |
|  | Свободные избиратели                    | 3 места | (24,4 %) |

Ещё одно место в муниципальном правлении принадлежит бургомистру. Он же является и председателем правления.

## Транспорт
В 1859 году в Этцельванге был построен вокзал на пути, который соединял Нюрнберг с наиболее значимыми в то время городами Оберпфальца. Пригородными поездами в течение получаса можно добраться как до Нюрнберга, так и до Амберга. Частота движения в каждом направлении — не менее одного поезда в час. Крупные автомобильные трассы через город не проходят, но лежат в непосредственной близости.

## Достопримечательности
- Руины крепости и замок Найдштайн (Neidstein)[9] расположены в поросшей лесом области Шергенбук (Schergenbuck), примерно в километре на восток от Этцельванга. 10 февраля 1466 крепость перешла во владение основателю семьи фон Бранд (von Brand) Гансу Прандтнерскому (Hanns den Prandtner), воспитателю герцога Людовика IX. Сын Ганса, Йобст фон Бранд (Jobst von Brand), оставил в 1513 году разрушенную в результате военных действий крепость и заложил у подножия горы новый замок, получивший современный вид между 1855-м и 1860-ми годами. По июль 1973 года замок являлся собственностью семьи Фон Бранд. После смерти последнего представителя династии, барона Филиппа Теодора фон Бранд (Dr. Philipp Theodor Freiherr von Brand), ввиду отсутствия прямого наследника, замок перешёл в собственность федеральному судье США Теодору Филиппу Рудольфу фон Бранду (Theodor Philipp Rudolf von Brand), племяннику Филлипа Теодора. Позже сыновья Рудольфа фон Бранда, Эндрю (Andrew) и Александр (Alexander), через американскую фирму выставили замок на продажу. 19 июля 2006 года за 2 млн евро замок купил известный голливудский актёр, лауреат премии «Оскар» Николас Кейдж (Nicolas Cage), но в марте 2009 года, якобы из-за финансовых проблем, Кейдж продаёт замок Найдштайн Конраду Вилфурту (Konrad Wilfurth), адвокату из Амберга (Amberg), в своё время помогавшему Кейджу в приобретении замка.
- Руины замка Руппрехтштайн (Rupprechtstein)[10] расположены на вершине горы Руппрехтштайн (высота — 548,3м), примерно в 1 км на север от Этцельванга. Принадлежат семье Цифле-Рогг (Ziefle-Rogg). В туристический сезон на территории замка работает гостиница и ресторан.